# Coleophora motacillella
Coleophora motacillella é uma espécie de mariposa do gênero Coleophora pertencente à família Coleophoridae.